# Jacques Antoine Charles Bresse

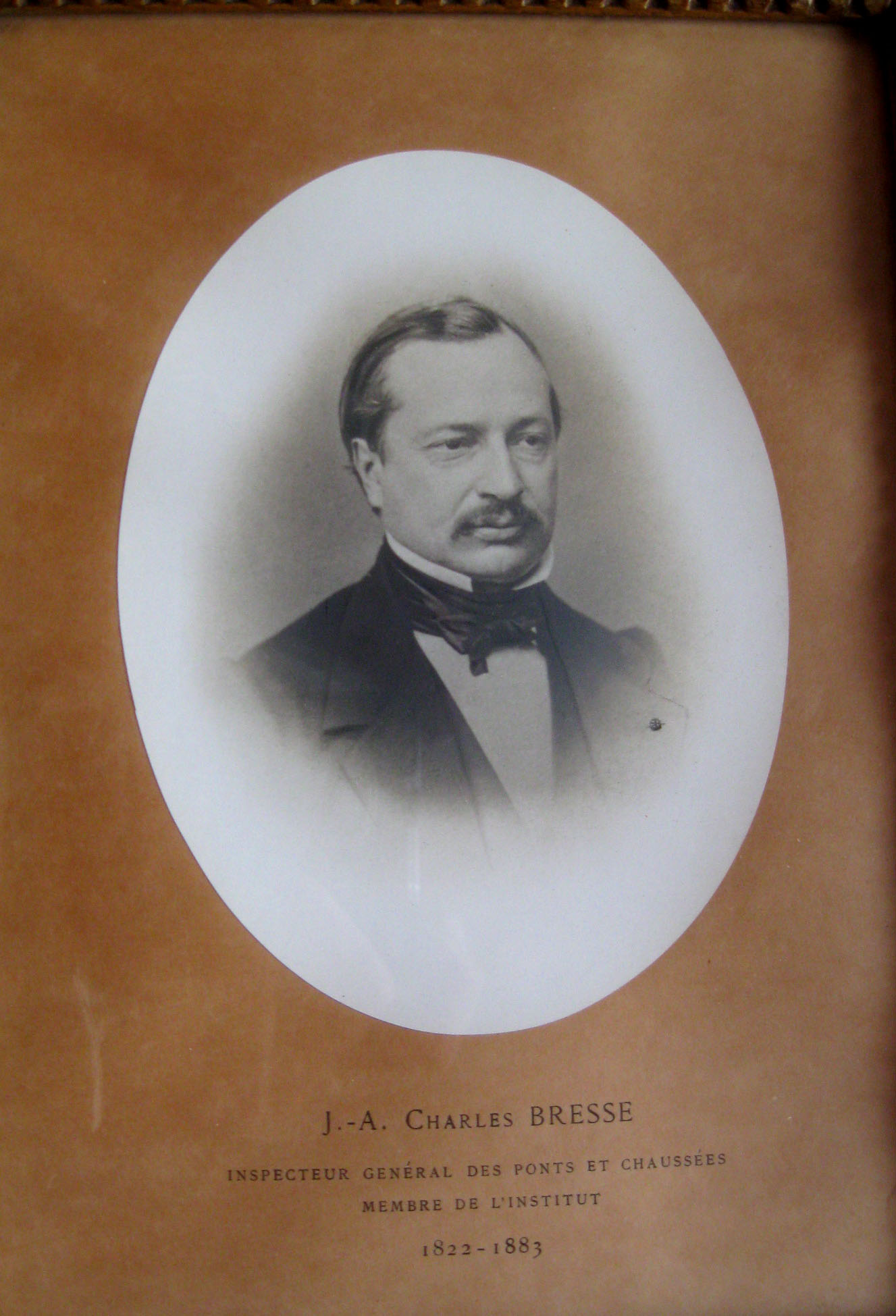
Jacques Antoine Charles Bresse

Jacques Antoine Charles Bresse (ur. 9 października 1822 w Vienne (miasto), zm. 22 maja 1885 w Paryżu) – francuski inżynier, konstruktor dróg i mostów. Zajmował się zwłaszcza elementami giętymi i łukami. Opracował liczne wzory w obliczaniu konstrukcji żelaznych mostów kolejowych.
W 1843 ukończył École polytechnique, a następnie zastąpił Jeana Baptiste Belangera na stanowisku rektora uczelni, której następnie był szefem przez trzydzieści lat.
Jego nazwisko pojawiło się na liście 72 nazwisk na wieży Eiffla.